# 1566 이카루스

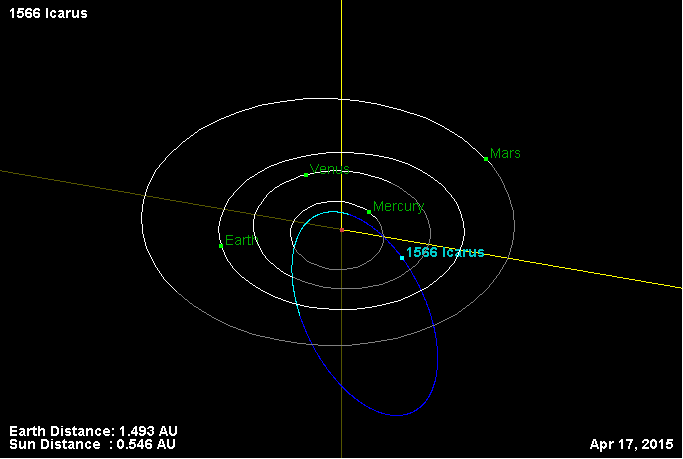

1566 이카루스(1566 Icarus)는 수성 횡단 소행성이자 아폴로 소행성군(Apollo asteroid group)의 근지구 천체이다. 2015년 지구에 근접했다. 아폴로 그룹의 지구 근처에 있는 대형 소행성이자 잠재적으로 위험한 소행성 중 번호가 가장 낮은 것이다. 궤도 이심률은 (0.83)를 갖고 있으며 직경은 약 1.4km(0.87마일)이다. 1968년에는 레이더로 관측된 최초의 소행성이 되었다. 궤도는 수성보다 태양에 더 가깝고 화성 궤도보다 더 멀기 때문에 수성, 금성, 화성을 가로지르는 소행성이기도 하다. 이 돌로 된 소행성 약 2.27시간의 주기를 가진 비교적 빠르며, 1949년 6월 27일 독일의 천문학자 월터 바데(Walter Baade)가 캘리포니아 팔로마 천문대에서 발견했다. 신화 속 이카루스의 이름을 따서 명명되었다.